# 尚邦
尚邦（法語：Chambon，法語發音：[ʃɑ̃bɔ̃] ⓘ）是法国滨海夏朗德省的一个市镇，位于该省北部，属于罗什福尔区。

## 地理
尚邦（46°6'34"N, 0°50'32"W）面积18.33 平方千米，位于法国新阿基坦大区滨海夏朗德省，该省份为法国西部滨海省份，北起旺代省，西临大西洋，南至吉倫特省，东南接多爾多涅省，东北接德塞夫勒省接壤，东临夏朗德省。
与尚邦接壤的市镇（或旧市镇、城区）包括：福尔日、朗德赖、皮拉沃、叙热尔、维尔松、圣皮埃尔拉努。

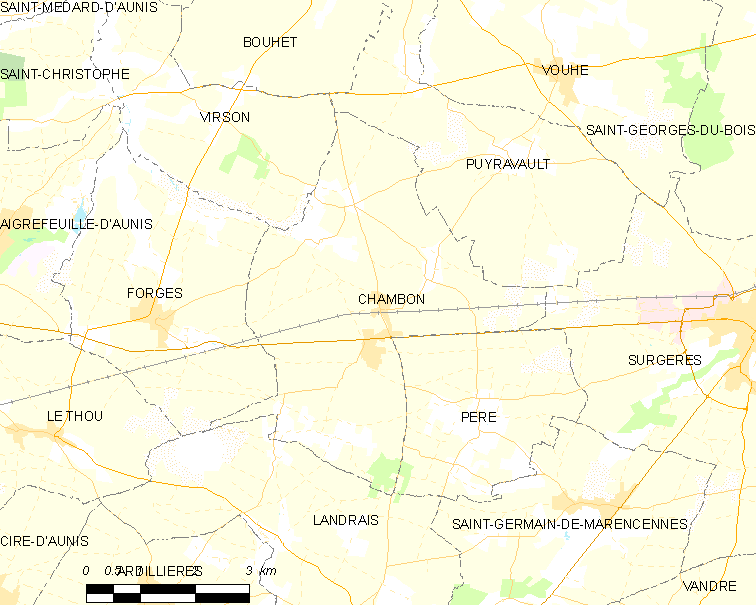
尚邦的OSM定位图

尚邦的时区为UTC+01:00、UTC+02:00（夏令时）。

## 行政
尚邦的邮政编码为17290，INSEE市镇编码为17080。

## 政治
尚邦所属的省级选区为叙热尔县。

## 人口

1962-2008年间尚邦人口变化图示

尚邦于2022年1月1日时的人口数量为985人。